# Aralia hiepiana
Aralia hiepiana là một loài thực vật có hoa trong Họ Cuồng. Loài này được J.Wen & Lowry mô tả khoa học đầu tiên năm 2002.